# Caecilia guntheri
Caecilia guntheri là một loài lưỡng cư thuộc họ Caeciliidae.
Loài này có ở Colombia và Ecuador.
Môi trường sống tự nhiên của chúng là vùng núi ẩm nhiệt đới hoặc cận nhiệt đới.